# La Mure
La Mure je naselje in občina v vzhodnem francoskem departmaju Isère regije Rona-Alpe. Leta 2010 je naselje imelo 5.069 prebivalcev.

## Geografija
Kraj leži v pokrajini Daufineji na planoti Matheysine, 40 km južno od Grenobla.

## Uprava
La Mure je sedež istoimenskega kantona, v katerega so poleg njegove vključene še občine Cholonge, Cognet, Marcieu, Mayres-Savel, Monteynard, La Motte-d'Aveillans, La Motte-Saint-Martin, Nantes-en-Ratier, Notre-Dame-de-Vaulx, Pierre-Châtel, Ponsonnas, Prunières, Saint-Arey, Saint-Honoré, Saint-Théoffrey, Sousville, Susville in Villard-Saint-Christophe s 13.567 prebivalci.
Kanton Mure je sestavni del okrožja Grenoble.

## Zanimivosti
- Murska železnica, zgrajena v goratem predelu departmaja Isère v letih 1882-86 za potrebe bližnjega rudnika antracita v La Motte-d'Aveillansu. Cilj železniške proge je bil v 30 km oddaljenem Saint-Georges-de-Commiersu blizu Grenobla. Po poskusih njenega zaprtja v 70. letih 20. stoletja jo je rešila naftna kriza. S številnimi viadukti, pogledi na jezove in jezera, je postala ena najbolj prepoznavnih turističnih železnic v Evropi. Proga je trenutno zaradi plazu, ki je poškodoval viadukt Clapisse kot tudi vhod v tunel oktobra 2010, zaprta[2].
- kalvarija « les Trois croix », postavljena na mestu nekdanje protestantske citadele iz leta 1579,
- grad château de Beaumont iz 15. stoletja,
- neoromansko-gotska cerkev Marijinega Vnebovzetja iz leta 1890,
- pokrajinski muzej.

## Pobratena mesta
- Marktredwitz (Bavarska, Nemčija);

## Vir
1. ↑  »Populations légales 2016«. Nacionalni inštitut za statistične in gospodarske raziskave. Pridobljeno 25. aprila 2019.
2. ↑  »En direct de La Mure«. Chemin de fer de la Mure. Pridobljeno 8. januarja 2011.